# 드리페티스

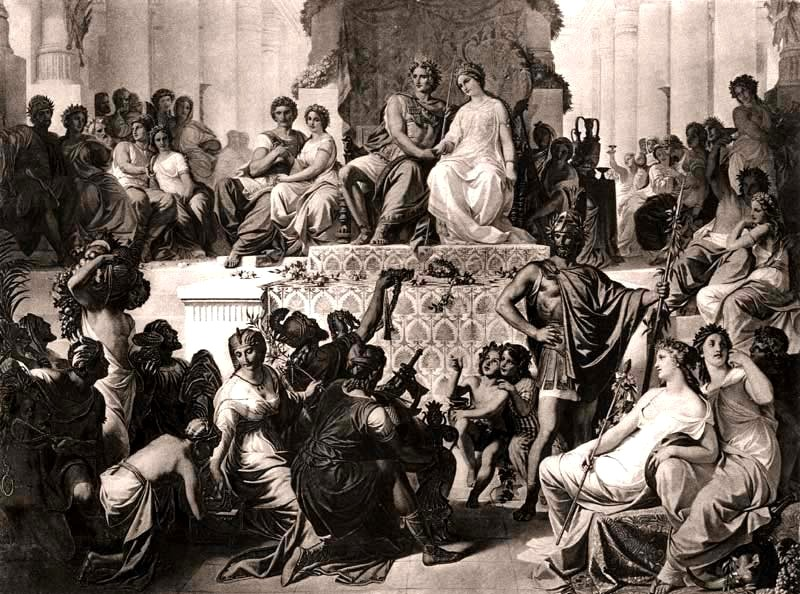
기원전 324년, 수사에서 거행된 알렉산더 3세와 스타테이라 2세와 드리페티스와 헤파이스티온의 결혼식, 19세기 회화

드리페티스(라틴어: Drypetis 또는 Drypteis, ? - 기원전 323년)는 페르시아 제국 아케메네스 왕조의 공주로 다리우스 3세의 딸이다. 다리우스 3세의 패전으로 언니 스타테이라 2세와 모친, 조모와 함께 포로로 잡혔다가 수사에서 열린 합동결혼식에서 알렉산더 3세의 왕비가 된 언니와 함께 알렉산더 대왕의 가장 친한 친구였던 헤파이스티온과 결혼을 하게 된다.

## 생애
드리페티스는 기원전 350년에서 345년 사이에 페르시아 제국 아케메네스 왕조 마지막 왕 다리우스 3세와 왕비 스타테이라 1세 사이에서 태어났다.
아버지가 마케도니아의 알렉산더 3세의 침략에 대항하여 원정을 떠날 때, 어머니, 언니인 스타테이라 2세와 할머니인 시시감비스와 함께 동행하게 되었다. 기원전 333년에 이수스 전투에서 다리우스 3세가 패주하면서 남겨진 가족은 마케도니아 군에게 포로로 잡히게 되었다. 대왕은 포로가 된 그녀들을 만나 드리페티스와 스타테이라가 결혼을 할 때 지참금을 가지게 될 것을 약속했다.
드리페티스 거듭 가족들을 빼내려고 시도했지만, 알렉산더 3세는 드리페티스와 스타테이라가 그리스어를 배우러 수사에 간 기원전 331년까지 포로 상태로 두었다.
기원전 324년, 드리페티스는 마케도니아의 장군 알렉산더 3세의 친구인 헤파이스티온과 결혼했지만 곧 과부가 되었다.
이듬해 기원전 323년에 드리페티스가 알렉산더 3세의 왕비가 된 언니 스타테이라와 함께 살해되었다는 플루타르코스의 기술은 많은 역사가로부터 받아 들여지고 있다. 같은 해 알렉산더 3세의 급서 이후 알렉산더 3세의 첫 번째 왕비인 록사네가 라이벌의 제거를 도모한 것으로 알려져 있다.
그러나 역사학자 엘리자베스 커니는 드리페티스는 알렉산더 3세 사이의 아이가 없었기 때문에 록사네에게 위협이 되지 않았고, 실제로 록사네에게 죽임을 당한 사람은 알렉산더 3세 왕비였을 가능성이 있었던 아르타크세르크세스 3세의 딸인 파리사티스 2세였다는 가설을 제기하고 있다.